# Opel 34/80 PS
La 34/80 PS era un'autovettura di gran lusso prodotta dalla Casa automobilistica tedesca Opel dal 1914 al 1916.

## Profilo e storia
La 34/80 PS fu introdotta all'inizio del 1914 come erede della 34/65 PS, uscita di produzione alla fine dell'anno precedente.

Rispetto alla vettura che andò a sostituire, la 34/80 PS era più grande come spazio interno a disposizione dei passeggeri, più potente e più prestante.

La 34/80 PS fu realizzata a partire da un telaio a longheroni e telaietti ausiliari in acciaio. Su tale telaio venivano fissate le sospensioni ad assale rigido e balestre a tre quarti: queste ultime andavano a sostituire le balestre semiellittiche presenti invece sulla 34/65 PS. Classico anche l'impianto frenante a nastro che agiva sull'albero a cardano.

L'albero a cardano faceva parte del consueto schema della trasmissione, schema che includeva anche una frizione a cono in pelle, al posto del cono metallico montato sulla 34/65 PS, e di un cambio a 4 marce.

Il motore beneficiò di interventi volti a renderlo più moderno e prestante: l'architettura motoristica era la stessa dei modelli precedenti, vale a dire un 4 cilindri a disposizione appaiata con testata in ghisa e basamento in lega di alluminio. La cilindrata era di 8760 cm³, mentre la distribuzione era ovviamente a valvole laterali: in quel periodo erano ancora pochissime le Case che già si cimentavano con le valvole in testa. La potenza massima crebbe fino a 85 CV a 1300 giri/min. La velocità massima era di 110 km/h, all'epoca una punta velocistica tipica delle ammiraglie al top di gamma, proprio come nel caso della 34/80 PS.

La 34/80 PS fu disponibile in diverse varianti di carrozzeria: oltre alle classiche limousine, landaulet e double-phaeton, si potevano avere anche delle versioni che erano un misto tra le ultime due.

La 34/80 PS fu prodotta fino alla fine del 1916: fu l'ultima Opel con motore sopra gli 8 litri di cilindrata, perciò non ebbe eredi.